# Diecéze malakálská
Diecéze malakálská či Diecéze Malakál (lat. Dioecesis Malakalen(sis), angl. Roman Catholic Diocese of Malakal) je římskokatolická diecéze  v Jižním Súdánu, sufragánní diecéze Džubské arcidiecéze. Od 23. května 2019 je biskupem diecéze Stephen Nyodho Ador Majwok.

## Území a organizace
Diecéze se rozkládá na území katolických věřících latinského obřadu žijících v bývalé provincii Velký Horní Nil, která dnes odpovídá státům Horní Nil, Junqali a Unity, jakož i správním oblastem Ruweng a Pibor.
Sídlem diecéze je město Malakál, kde se nachází katedrála sv. Josefa.
V roce 2019 bylo území rozděleno na 16 farností.

## Historie

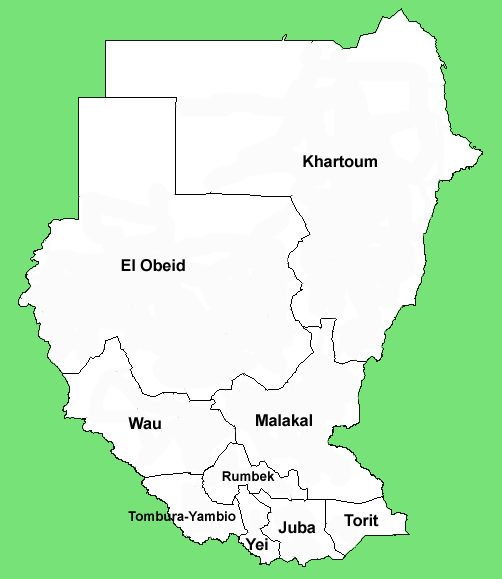
Diecéze v Súdánu a v Jižním Súdánu

Misie sui iuris Kodok byla zřízena 10. ledna 1933 v rámci anglo-egyptského Súdánu breve Nihil Nobis papeže Pia XI. a oddělila území od Chartúmského apoštolského vikariátu (dnes Chartúmská arcidiecéze).
Dne 4. srpna 1938 byla misie sui iuris povýšena na apoštolskou prefekturu.
Dne 14. července 1949 se na základě dekretu Cum in Sudania Kongregace Propaganda Fide přejmenovala na Apoštolskou prefekturu Malakál.
1. ledna 1956 se Súdán stal nezávislým státem. V březnu 1964 byli vojenskou vládou generála Ibrahima Abbouda ze Súdánu vypovězeni všichni zahraniční misionáři, kteří se museli přestěhovat do Ugandy, Zairu a střední Afriky, a zůstalo jen velmi málo místních duchovních a katechetů. Po uzavření mírové dohody v Addis Abebě v roce 1972, která ukončila první súdánskou občanskou válku, se někteří kněží mohli vrátit.
12. prosince 1974 byla apoštolská prefektura bulou papeže Pavla VI. Cum in Sudania povýšena na diecézi.
Na základě mírových dohod, které ukončily občanskou válku z let 1984 až 2005, vyhlásil Jižní Súdán 9. července 2011 nezávislost.

## Biskupové
- Matteo Michelon, M.C.C.I. † (8. července 1933 – 1935 odstoupil)
  - Sedisvakance (1935 – 1938)
- John A. Wall, M.H.M. † (12. srpna 1938 – 1945 odstoupil)
  - Sedisvakance (1945 – 1947)
- John Hart, M.H.M. † (13. července 1947-1962 odstoupil)
- Herman Gerard Te Riele, M.H.M. † (29. května 1962 – 1967 odstoupil)
- Pius Yukwan Deng † (19. srpna 1967 – 3. prosince 1976 odstoupil)
  - Sedisvakance (1976 – 1979)
- Vincent Mojwok Nyiker † (15. března 1979 – 16. května 2009 emeritura)
  - Sedisvakance (2009 – 2019)[5]
- Stephen Nyodho Ador Majwok, od 23. května 2019

## Statistiky
Podle Annuario Pontificio 2020 měla diecéze na konci roku 2019 celkem 1 042 400 pokřtěných věřících. 
| rok                                                                   | populace  | populace  | populace | kněží  | kněží    | kněží   | kněží      | trvalí jáhnové | řeholníci | řeholníci | farnosti |
| rok                                                                   | pokřtění  | celkem    | %        | celkem | diecézní | řeholní | počet křtů | trvalí jáhnové | muži      | ženy      | farnosti |
| --------------------------------------------------------------------- | --------- | --------- | -------- | ------ | -------- | ------- | ---------- | -------------- | --------- | --------- | -------- |
| 1950                                                                  | 2388      | 712 000   | 0.3      | 21     | 21       |         | 113        |                |           | 17        | 4        |
| 1969                                                                  | 13 826    | 1 252 600 | 1.1      | 6      | 6        |         | 2304       |                |           |           | 2        |
| 1980                                                                  | 31 390    | 2 153 000 | 1.5      | 10     | 3        | 7       | 3139       |                | 8         | 4         | 9        |
| 1990                                                                  | 31 000    | 2 000     | 1.6      | 8      | 4        | 4       | 3875       |                | 4         | 8         | 2        |
| 1999                                                                  | 53 000    | 2 765 000 | 1.9      | 8      | 6        | 2       | 6625       |                | 4         | 7         | 9        |
| 2000                                                                  | 60 000    | 2 770 000 | 2.2      | 11     | 9        | 2       | 5454       |                | 4         | 8         | 9        |
| 2001                                                                  | 65 000    | 2 775 000 | 2.3      | 10     | 9        | 1       | 6500       |                | 2         | 8         | 9        |
| 2002                                                                  | 68 000    | 2 780 000 | 2.4      | 12     | 9        | 3       | 5666       |                | 4         | 8         | 9        |
| 2003                                                                  | 73 000    | 3 520 000 | 2.1      | 14     | 11       | 3       | 5214       |                | 4         | 8         | 9        |
| 2004                                                                  | 77 824    | 3 932 000 | 2.0      | 16     | 16       |         | 4864       |                | 1         | 8         | 9        |
| 2010                                                                  | 876 000   | 4 450 000 | 19.7     | 22     | 12       | 10      | 39 818     |                | 15        | 12        | 16       |
| 2013                                                                  | 898 000   | 4 562 000 | 19.7     | 22     | 12       | 10      | 40 818     |                | 15        | 12        | 16       |
| 2016                                                                  | 968 000   | 4 919 000 | 19.7     | 22     | 12       | 10      | 44 000     |                | 15        | 12        | 16       |
| 2019                                                                  | 1 042 400 | 5 343 000 | 19.5     | 22     | 12       | 10      | 47 381     |                | 15        | 12        | 16       |
| Zdroj: Catholic-Hierarchy, která přebírá údaje z Annuario Pontificio. |           |           |          |        |          |         |            |                |           |           |          |